# Estrela Norte Africana
A Estrela Norte Africana (em francês, Étoile Nord-Africaine ou ENA), fundada em 1926, foi uma das primeiras organizações nacionalistas da Argélia.  Foi dissolvida pela primeira vez em 1929, então reorganizada em 1933, e depois dissolvida novamente em 1937. A organização pode ser considerada uma precursora da Frente de Libertação Nacional (FNL), que lutou contra a França durante a Guerra da Independência da Argélia (1954-62).
Fundada em 1926 pelo político nacionalista Hadj-Ali Abdelkader, a ENA defendia a total independência da Argélia por meio de uma revolta contra o domínio colonial francês. A organização não tinha nenhum braço armado e tentou se organizar pacificamente. A ENA manteve ligações com o Partido Comunista Francês (PCF) até a sua dissolução em 1929. Mais tarde, na Internacional Comunista, o PCF declarou como prematura a independência nacional argelina. Em 1925, Messali Hadj juntou-se à ENA e em 1927 participou na criação da Liga Contra o Imperialismo. A reorganização da ENA, em 1933, elegeu Messali Hadj como presidente, Imache Amar como Secretário Geral e Belkacem Radjef como Tesoureiro. A organização também votou a favor de um plano ambicioso cujo objetivo era levar a Argélia à independência por meios pacíficos. Em 1937, a Estrela Norte Africana foi dissolvida pelas autoridades francesas. 
No mesmo ano, dois meses após a sua dissolução, os líderes da ENA, incluindo Messali, fundaram o Partido Popular da Argélia. Este foi posteriormente dissolvido em 1946 sendo imediatamente seguido pela criação do Movimento pelo Triunfo das Liberdades Democráticas, que passou a ser cada vez mais militante. Messali se distanciou da principal corrente do movimento quando este se envolveu na Guerra de Independência da Argélia iniciada pela FLN em novembro de 1954.